# نيومان تايلور بيكر
نيومان تايلور بيكر (بالإنجليزية: Newman Taylor Baker)‏ هو عازف جاز وموسيقي أمريكي، ولد في 4 فبراير 1943 في بطرسبرغ في الولايات المتحدة.

## وصلات خارجية
- نيومان تايلور بيكر على موقع ميوزك برينز (الإنجليزية)
- نيومان تايلور بيكر على موقع أول ميوزيك (الإنجليزية)
- نيومان تايلور بيكر على موقع ديسكوغز (الإنجليزية)